# The Universal
The Universal è un singolo della band inglese Blur, estratto dall'album The Great Escape e pubblicato nel 1995.

## Il brano
Si tratta del secondo brano estratto dal quarto album in studio del gruppo. 
In linea con il tema fantascientifico del titolo, la copertina del singolo allude all'inizio del film 
2001: Odissea nello spazio. Riferimenti al cinema di Stanley Kubrick sono presenti anche nel videoclip della canzone, che vede Damon Albarn e soci vestiti in maniera simile ad Alex, il protagonista "drugo" di Arancia meccanica.
Il brano è stato composto da Damon Albarn, ed è nato da una sezione orchestrale.

## Il video
L'acclamato video del brano è stato diretto da Jonathan Glazer. Come detto, prende ispirazione dal film Arancia meccanica di Stanley Kubrick, datato 1971. Il video è ambientato in un bar tutto bianco, i cui clienti sono costituiti da diversi gruppi di persone: una donna intrattiene dei colleghi di lavoro uomini sfruttando l'interesse sessuale di questi ultimi nei suoi confronti; un personaggio identificato come "uomo rosso" conduce una pomposa conversazione (con sottotitoli) in cui afferma di essere stato in passato "blu"; altri due uomini, uno dei quali indossa un vicario clericale, diventano sempre più ubriachi e ridono a crepapelle fino a quando il sacerdote dice qualcosa all'orecchio del suo amico e questi si ritira nel silenzio più attonito.
L'altoparlante a forma di pallina da golf presente nel video è stato venduto nel 1999 durante un'asta di beneficenza.

## Tracce
7" e Cassetta
1. The Universal – 4:00
2. Entertain Me (The Live It! remix) – 7:19

CD 1
1. The Universal – 4:00
2. Ultranol – 2:42
3. No Monsters in Me – 3:38
4. Entertain Me (The Live It! remix) – 7:19

CD 2 The Universal II - Live at the Beeb
1. The Universal – 4:11
2. Mr Robinson's Quango – 4:17
3. It Could Be You – 3:17
4. Stereotypes – 3:12

## Formazione
Gruppo
- Damon Albarn - voce, tastiere
- Graham Coxon - chitarra, voce
- Alex James - basso
- Dave Rowntree - batteria

Collaboratori
- The Kick Horns - ottoni
- Theresa Davis, Angela Murrell - cori

## Classifiche
| Classifica (1995) | Posizione massima |
| ----------------- | ----------------- |
| Irlanda           | 12                |
| Regno Unito       | 5                 |
| Svezia            | 55                |